# Myotis longipes
Myotis longipes é uma espécie de morcego da família Vespertilionidae.
É endêmica ao sul da Ásia, e pode ser encontrada nos seguintes países: Afeganistão, Índia, Nepal.